# Manoir de Courboyer
Le manoir de Courboyer est une demeure, des XVe et XVIe siècles, qui se dresse sur le territoire de l'ancienne commune française de Nocé dans le département de l’Orne, en région Normandie. L'édifice est partiellement classé au titre des monuments historiques.

## Localisation
Le manoir de Courboyer est situé sur l'ancien territoire de Colonard-Corubert, à 2 kilomètres au nord-nord-ouest de l'église Saint-Martin de Nocé, au sein de la commune nouvelle de Perche en Nocé, dans le département français de l'Orne.

## Historique
Le fief qui relève de la châtellenie de Bellême est cité depuis 1364. Vers 1500, le manoir est attribué à Jean de Ruberté.
Depuis 2000, le manoir de Courboyer est le siège de la Maison du parc naturel régional du Perche.
Le 11 juillet 2005, Mme Nelly Olin, ministre de l'Écologie et du Développement durable, inaugure la Maison du Perche.

## Description
Le manoir de Courboyer, des XVe et XVIe siècles, se présente sous la forme d'un haut corps de logis de plan rectangulaire flanqué dans chacun de ses angles d'une poivrière sur corbeaux à quadruple ressauts. Sur sa façade principale est engagée une tourelle polygonale à usage d'escalier, coiffée en poivrière, complétée à son sommet d'une échauguette, et sur la façade arrière d'une grosse tour ronde de défense.
La chapelle castrale  a été abattue en 1947 par le fermier.

## Propriétaires
- Jean de Ruberté (v. 1500)
- Pierre de Fontenay (toute fin du XVIe siècle)

## Protection
Les façades et toitures ainsi que les quatre cheminées intérieures du manoir sont classées au titre des monuments historiques par arrêté du 10 avril 1981.